# Amerindis d'Arizona
Els Amerindis d'Arizona són una fracció dels amerindis dels Estats Units que habiten en Arizona, un dels Estats Units d'Amèrica. La seva presència a l'estat és mil·lenària, i al territori de l'estat s'hi troba bona part de la reserva de la Nació Navajo, la major reserva d'amerindis dels Estats Units, i la dels Tohono O'odham, la segona més gran. Més d'un quart de la superfície de l'estat és terra de les reserves.
Vint tribus són membres del Consell Intertribal d'Arizona (ITCA).

## Pobles amerindis d'Arizona
- Chemehuevi
- Chiricahua
- Cocopes, o Xawitt Kwñchawaay
- Dilzhe'e Apache
- Havasupai, o Havasuw `Baaja
- Hopi
- Hualapais, o Hwal `Baaja
- Maricopes, o Piipaash
- Mohaves, o hamakhava (també mojave)
- Navajo, o Diné
- Paiute del sud
- Akimel O'odham, antics pima
- Quechan, o Yuma
- Apatxe de San Carlos, nné - coyotero o western apaches
- Tewa
- Tohono O'odham, abans Papago
- Ute del sud
- White Mountain apache, ndé - coyotero o western apaches
- Xalychidom, o Halchidhoma
- Yaquis, o Hiakim
- Yavapais, o kwevkepaya, wipukepa, tolkepaya i yavepé (quatre grups separats)
- zuñi, o A:shiwi

## Cultures prehistòriques
- Anasazi - regió de Four Corners
- Hohokam, o Ho:-ho:gam - Al nord de la Vall del Sud i al sud cap a Mèxic.
- Mogollon
- Patayan
- Sinagua - A l'actual Flagstaff